# Algincola
Algincola är ett släkte av svampar. Algincola ingår i ordningen disksvampar, klassen Leotiomycetes, divisionen sporsäcksvampar och riket svampar.